# Bernd Lichtenberg
Bernd Lichtenberg, né le 24 juin 1966 à Leverkusen, est un scénariste allemand.
Lichtenberg écrit déjà pendant sa scolarité des documentaires radio (Radio-features) pour la WDR. 
Il fait ensuite des études de philosophie et de théologie, suivies d'un stage au Sender Freies Berlin et c'est alors qu'il opte pour des études cinématographiques à la Kunsthochschule für Medien Köln (de) (École supérieure d'arts pour les médias) de Cologne.
En 1997, il écrit et met en scène le court-métrage intimiste Déjà vu avec Katrin Sass et Wolfgang Winkler. Il accède à la célébrité avec le scénario de Good Bye, Lenin! (réalisé par Wolfgang Becker). Cela lui vaut le Deutscher Drehbuchpreis (de) (Prix du scénario allemand) en 2002, ainsi que le Prix du cinéma européen, dans la catégorie du "meilleur scénario".
Entretemps, en qualité de formateur et de dramaturge, il prend en charge des projets à l'École supérieure des arts pour les médias. En 2005, il publie une nouvelle Eine von vielen Möglichkeiten, dem Tiger ins Auge zu sehen ("Une possibilité parmi bien d'autres de regarder le tigre dans les yeux"). En 2010, il publie le roman "Kolonie der Nomanden" ("Colonie de nomades")
Bernd Lichtenberg partage sa vie entre Cologne et Berlin.

## Distinctions
- 1995 : Prix du scénario du Ministère des Cultes de Rhénanie du Nord-Westphalie pour son adaptation Im Taglicht der Nacht (Dans la clarté de la nuit).
- 2002 : Prix du scénario allemand et Prix du Film Européen ("meilleur scénario") pour Good Bye, Lenin!